# Densité surfacique d'énergie
Pour les articles homonymes, voir Densité (homonymie), Densité d'énergie et Densité massique d'énergie.
La densité surfacique d'énergie ou énergie surfacique, voire densité énergétique (quand le contexte surfacique est clair), est la quantité d’énergie par une unité de surface.
Dans le Système international elle se mesure en J/m2 (joules par mètre carré). Dans un contexte industriel on l'exprime souvent en kWh/m2 (kilowatts-heures par mètre carré).
Cette grandeur physique est principalement utilisée dans l'étude physique des interfaces entre liquides non miscibles, ou entre liquide et gaz, où elle caractérise l'énergie nécessaire à former une interface d'une certaine surface. Elle caractérise alors globalement l'interface en question.
La même unité sert à caractériser macroscopiquement l'effet d'un projectile sur une cible.

## Applications

### Physique des interfaces
La densité surfacique d'énergie d'une interface, souvent dénommée (quoique improprement) « énergie interfaciale », est généralement comprise entre 0,01  et   0,1 J/m2. Quand les deux phases que sépare l'interface sont fluides (liquide et gaz, ou deux liquides immiscibles), l'énergie interfaciale se confond avec la tension superficielle (1 N/m = 1 J/m2).
L'énergie interfaciale d'une interface fluide-fluide dépend de la nature et de la composition des deux phases, de la température (en général elle décroît quand la température augmente) et (relativement peu dans le cas d'une interface liquide-liquide) de la pression. L'énergie interfaciale d'une interface solide-solide ou solide fluide dépend en plus de l'orientation cristallographique du ou des solide(s) à l'interface.

### Armes
À énergie cinétique égale, l'impact sur une cible de deux projectiles de diamètres différents, qui n'ont donc pas la même densité énergétique, ne produit pas les mêmes détériorations.